# Бердетт-Кутс, Анджела Джорджина
Анджела Джорджина Бердет-Кутс (21 апреля 1814 — 30 декабря 1906) — британская баронесса и известная благотворительница XIX века, известная участием во множестве филантропических проектов.

## Биография
Младшая дочь сэра Фрэнсиса Бердетта. В возрасте двадцати трёх с половиной лет Анджела унаследовала практически всё огромное состояние своего деда, Томаса Коутса (размер этого состояния составлял почти два миллиона фунтов стерлингов, что в то время было весьма значительной суммой), по воле герцогини Сент-Олбанской (в прошлом актрисы Гариет Меллон), бывшей его второй женой и оставившей завещание в пользу приёмной внучки после его смерти в 1821 году. После этого Бердет стала в дополнение к своей собственной фамилии носить фамилию Кутс.
Бердет-Кутс вскоре стала заметной фигурой в английском высшем обществе, а также объектом общественного любопытства и корыстных устремлений; она получала многочисленные предложения о браке, однако давала поклонникам решительные отказы, решив остаться одинокой и посвятить себя и свои богатства благотворительной деятельности. В мае 1871 года получила пэрство как баронесса Бердет-Куттс из Хайгейта и Брукфилда, Миддлсекс. 18 июля 1872 года была представлена в лондонском Гилдхолле к награде «Freedom of the City», что стало первым случаем её получения женщиной.
Лишь в 1881 году, когда ей было 67 лет, баронесса вышла замуж за американца Уильяма Лемана Ашмида-Бартлетта, брата сэра Ашмида-Бартлетта, члена парламента от Консервативной партии; он впоследствии взял фамилию своей жены, став депутатом Палаты общин от Вестминстера в 1885 году. Занимаясь благотворительностью и участвуя в различных социальных проектах, баронесса дожила до 92-летнего возраста и скончалась от бронхита у себя дома на Страттон-стрит, Пикадилли. Она похоронена в Вестминстерском аббатстве.

## Благотворительность
Бердет-Кутс была значительной фигурой в социальной истории викторианской Англии благодаря масштабам своей благотворительной деятельности и степени личного участия в проектах. Согласно энциклопедии «Британника», её цель заключалась в том, чтобы помогать представителям рабочего класса так, чтобы те не теряли независимости или самоуважения. Она старательно избегала участия в партийной борьбе, но интересовалась положением чернокожего населения в британских колониях Африки, образованием и помощью бедным и нуждающимся в разных частях мира.
Баронесса также была видным благодетелем Англиканской церкви, строила и одаривала церкви и церковные школы, оказала значительную помощь епископствам Кейптауна и Аделаиды (1847) и финансировала строительство епископства в Британской Колумбии (1857). В 1846 году открыла Институт Святого Стефана на Винсент-сквер в Вестминстере и основала школы шитья в Спиталфилдсе, когда торговля шёлком начала приходить в упадок, организовывала работу чистильщиков обуви и устроила сотни мальчиков-сирот юнгами на корабли военно-морского и торгового флота.
В 1869 году она основала рыбный рынок Колумбия в Бетнал-Грине и отдала его городу, но из-за коммерческих трудностей этот проект, стоимость которого превышала 200 тысяч фунтов стерлингов, оказался неудачным. Она поддерживала различные схемы эмиграции населения в колонии, помогла развивать рыболовство в Ирландии, устраивая школы для рыбаков и предоставляя деньги на покупку лодок; кроме того, в 1880 году она выделила 250 тысяч фунтов стерлингов на поставку семян обедневшим крестьянам.
Бердет-Кутс также активно участвовала в проектах по защите животных и предотвращению жестокого обращения с ними, с особым усердием взявшись за судьбу старых ослов торговцев-костермонгеров, построив для них конюшни на территории своего рыбного рынка Колумбия, и выплачивала премии конюхам, лучше всего ухаживавшим за ними. Она участвовала в открытии общества для предотвращения жестокого обращения с детьми и была решительным сторонником союза школ для детей бедняков. Кроме того, баронесса активно спонсировала миссионерскую деятельность, различные больницы, работные дома, приюты для бездомных, фонды помощи бедным, безработным, освободившимся заключённым и так далее.
Совместно с Луизой Твининг и Флоренс Найтингейл в 1877—1878 годах она основала «Турецкий фонд сострадания» для голодающего крестьянства и беженцев русско-турецкой войны (за что получила орден Меджидие, что стало единственным случаем его вручения женщине). Баронесса также участвовала в проектах помощи аборигенам Австралии и даякам в британских колониях в Малайзии, была покровительницей театра, литературы и искусств. Согласно энциклопедии Британника, Эдуард VII назвал «самой замечательной женщиной в королевстве после моей матери».